# 村瀬拓男
村瀬 拓男（むらせ たくお、1962年12月30日-）は、日本の弁護士。第二東京弁護士会所属。

## 来歴
大阪府出身。東大寺学園高等学校を経て、1985年に東京大学工学部土木工学科を卒業。同年、新潮社に入社。
雑誌編集（週刊新潮）の後、映像（1988年『火垂るの墓』など）や電子出版などの新規事業（1995年「CD-ROM版新潮文庫の100冊」2002年「新潮ケータイ文庫」など）に関わる。『火垂るの墓』については、入社2年目の1986年に徳間書店とスタジオジブリ（鈴木敏夫）から企画が持ち込まれた際に（それまで宮崎駿の全監督作品を見ていたことから）自ら担当に名乗りを上げ、配給や宣伝を担当するとともに、契約書をすべて作成したと記している。鈴木は「彼（引用者注：村瀬）が本当にがんばってくれた。彼の協力がなければ、この作品はできていないと思います。」と記している。
2004年、司法試験に合格する。2005年3月に新潮社を退社。2006年弁護士登録。
新潮社の法務を担当するほか、用賀法律事務所主宰として、映像・IT・出版系を中心とした企業法務に携わる。
2021年6月28日、スタジオジブリ監査役に就任。2023年9月21日、日本テレビ放送網によるスタジオジブリの子会社化が発表され、新体制で村瀬はスタジオジブリ取締役に就任することが発表された。

## 著書
- 『電子書籍の真実』毎日コミュニケーションズ〈マイコミ新書〉、2010年7月、ISBN 978-4-8399-3485-9
- 『電子書籍・出版の契約実務と著作権』民事法研究会、2013年2月、ISBN 978-4-89628-840-7
- 『電子書籍・出版の契約実務と著作権 第2版』民事法研究会、2015年1月、ISBN 978-4-89628-987-9
- 『電子出版時代の著作権入門 出版契約に必要な実務知識のエッセンス』インプレスR&D、2016年2月、ISBN 978-4-8020-9068-1